# Lautakko
Lautakko eller Lautakonjärvi är en sjö i Finland. Den ligger i kommunen Kides i landskapet Norra Karelen, i den sydöstra delen av landet, 300 km nordost om huvudstaden Helsingfors. Lautakko ligger 76,1 meter över havet. I omgivningarna runt Lautakko växer i huvudsak blandskog. Den är 2,3 meter djup. Arean är 1,35 kvadratkilometer och strandlinjen är 6,52 kilometer lång. Sjön  ingår i Tohmajokis huvudavrinningsområde. 